# 3e régiment des éclaireurs de la Garde impériale
Pour un article plus général, voir Éclaireurs de la Garde impériale.
Pendant la retraite de Russie, les armées impériales sont régulièrement prises à partie par des détachements de cosaques, régiments de cavalerie légère beaucoup plus mobiles que les grenadiers à cheval ou que les dragons.
Très impressionné, Napoléon Ier décide à son retour en France de créer les éclaireurs de la Garde impériale, trois régiments de cavalerie, qui seraient un contretype parfait des cosaques.

## Création
Avec la perspective dramatique d'avoir à se battre sur le sol français, pour la première fois depuis les guerres de la Révolution, Napoléon Ier réorganise sa Garde impériale le 9 décembre 1813. L'article 1 du décret précise la création des éclaireurs de la Garde impériale. Trois régiments seront alors créés.
Le 3e régiment est rattaché au 1er régiment de chevau-légers lanciers polonais de la Garde impériale (les fameux lanciers polonais) commandé par le général comte Wincenty Krasiński, et prend alors le nom d’éclaireurs-lanciers.

## Chefs de corps
Le régiment est confié au chef d'escadron Jan Kozietulski, des lanciers polonais. L'unité est constitué de quatre escadrons de 250 hommes chacun, dont les chefs sont tous issus des lanciers polonais : Vincent Szeptycki, Ambroise Skarzynski, Józef Bonawentura Załuski et Stanislas Wąsowicz.
Les chefs d'escadron et certains officiers sont classés dans la Vieille Garde, le reste des troupes étant dans la Jeune Garde à l'exception de ceux issus directement des lanciers polonais de la Garde impériale.

## Uniformes
Le régiment portait des uniformes similaires à celui des lanciers polonais : la chapska et une kurtka bleu foncé.

## Campagnes & batailles
Créé en 1813, le régiment arrive tard sur le théâtre des opérations et rejoindra l'armée le 24 janvier 1814. Juste à temps pour participer à la campagne de France, avant d'être dissout pendant la Première Restauration.
- 29 janvier : bataille de Brienne
- 1er février : bataille de La Rothière
- 10 février : bataille de Champaubert
- 14 février : bataille de Vauchamps
- 18 février : bataille de Montereau
- 5 mars : combat de Berry-au-Bac
- 9-10 mars : bataille de Laon
- 13 mars : bataille de Reims
- 20-21 mars : bataille d'Arcis-sur-Aube
- 26 mars : bataille de Saint-Dizier
- 30-31 mars : bataille de Paris